# Циклопропан
Ци́клопропа́н (лат. Cyclopropanum) — найпростіша органічна речовина класу циклоалканів. Хімічна формула — C3H6.

## Фізичні властивості
Безбарвний горючий газ з характерним запахом, що нагадує запах петролейного ефіру, їдкого на смак. Відносна густина 1,879. При температурі 4—20 °C і тиску 5 атм переходить у рідкий стан; температура плавлення −127 °C, температура кипіння циклопропану при атмосферному тиску −33 °C. Малорозчинний у воді (один об'єм газу при + 20 ° C розчинний в 2,85 об'єму води). Легкорозчинний у спирті, петролейному ефірі, хлороформі та жирних оліях. Легко загоряється. Суміші з повітрям, киснем або оксидом азоту(I) вибухонебезпечні.
Циклопропан (як і циклобутан) можна отримати за допомогою внутрішньомолекулярної реакції Вюрца з α, ω-дигалогеналканів при нагріванні з металами (Na, Mg, Zn):

## Хімічні властивості
Вступає у реакцію з воднем з утворенням пропану: 
{\displaystyle {\ce {(CH2)3 + H2->[t, Pt] CH3-CH2-CH3}}}
Реагує з кислотами. При цьому протон приєднується до третього атома карбону, а кислотний залишок до першого.
З галогеноводневими кислотами утворює галогенпропан:
{\displaystyle {\ce {(CH2)3 + HCl ->[H_2O] CH3-CH2-CH2Cl}}}

З сульфатною кислотою утворює пропілсульфатну кислоту: 
{\displaystyle {\ce {(CH2)3 + H2SO4 -> CH3-CH2-CH2-SO2-OH}}}
Реагує з галогенами, утворюючи 1,3-дигалогенпропан:
{\displaystyle {\ce {(CH2)3 + Br2 -> BrCH2-CH2-CH2Br}}}
При низькій температурі хлор може витісняти один з атомів гідрогену:
{\displaystyle {\ce {(CH2)3+Cl2->[{t<100C}][{hv}]HCl+(CH2)2CHCl}}}
При високій температурі у присутності заліза або платини перетворюється на пропілен:

## Застосування
У минулому використовувався як засіб для наркозу у 15—30% суміші з киснем та іншими газами. Внаслідок високої небезпеки вибуху та негативного впливу на серце замінюють іншими препаратами.